# Lega Pro Seconda Divisione 2012/2013
Soutěžní ročník Lega Pro Seconda Divisione 2012/13 byl 35. ročník čtvrté nejvyšší italské fotbalové ligy. Soutěž začala 2. září 2012 a skončila 16. června 2013. Účastnilo se jí celkem 36 týmů rozdělené do dvou skupin po 18 klubech. Z každé skupiny postoupili první dva přímo do třetí ligy, třetí postupující se probojoval přes play off.